# アブノックス
アブノックスとは、バックミンスター・フラーが提唱した独自の概念である。

## 概要
市場において貨幣を得る目的を第一義とし、人間の衣食住、生存・保護・成長を促す・繁栄に貢献するという観点から見ての「富」の概念からは貢献が乏しい、ある意味リソースの浪費とも言える生産物のことを指す。
デザインサイエンスの活動からなる生産物とは対称を為すものともいえる。
フラーによると現在の資本主義社会における「商品」の大半はアブノックス的なものに支配されていて人類の生存になんら貢献していないばかりか、その生産・消費のために資源の浪費、地球の生命圏の再生的循環をも破壊している現状を改めなければならないとした。